# Harmonikaorden
Der sogenannte Harmonikaorden war im späten 18. Jahrhundert eine Gruppe von Personen, die von Theodor Fontane in seinen Wanderungen durch die Mark Brandenburg im Abschnitt Schwindel-Orden in Zusammenhang mit seinen Nachrichten über die Dukatensozietät und vor allem über die preußischen Gold- und Rosenkreuzer um Wöllner und Bischoffwerder behandelt wird und von daher in ähnlichen Kontexten in der Literatur gelegentlich als eine Geheimgesellschaft angeführt wird.
Fontane beruft sich in seiner Schilderung auf eine von ihm nicht näher bezeichnete Schrift aus dem Jahr 1787, in der über eine rituelle Veranstaltung dieser Gesellschaft berichtet wird. Der eigentliche Name der Gesellschaft, ihre Mitglieder, Ziele und Statuten sind nicht bekannt. Bei dieser Schrift handelt es sich um eine Broschüre des Musikers und Komponisten Karl Leopold Röllig (um 1745–1804) mit dem Titel Über die Harmonika. Ein Fragment (Berlin 1787).
Dieser „Orden, bei dessen Zeremonien die ‚Harmonika‘ eine große Rolle spielte und den wir deshalb den ‚Harmonikaorden‘ nennen wollen, hatte […] etwas sinnbestrickend Theatralisches und operierte mit dem ganzen Apparat einer romantischen Oper“. Bei dem als Harmonika bezeichneten Instrument handelt es sich um die damals relativ neue Glasharmonika, deren eigentümlicher, von Puschkin als „überirdisch“ bezeichneter Klang sie für den Einsatz bei dramatischen Opernszenen und ähnlichen Darbietungen besonders empfahl.
Der Autor der Broschüre beschreibt, wie er aufgrund einer Empfehlung eines Abends zusammen mit seinem Instrument auf ein Landgut gebracht wird, das von der Beschreibung her auffallende Ähnlichkeit mit Bischoffwerders Besitz bei Marquardt aufweist. Fontane merkt allerdings an:

„Der betreffende Brief gibt sich das Ansehen, als sei er aus Wien datiert und als habe die ganze Szene auf einem Landgut in der Nähe Wiens gespielt. Wer aber je in Marquardt war, und den dortigen Park, den See, die Grotte, das Schloß und seinen tiefen Doppelkeller kennengelernt hat, dem wird sichs zunächst aufdrängen, daß hier durchaus Marquardt gemeint sein müsse. Es ist aber trotz alledem nicht der Fall, kann nicht sein, da Marquardt erst 1795 in die Hände Bischofswerders kam.“

An jenem Abend nun soll der Autor lediglich auf ein Zeichen hin etwas auf der Glasharmonika spielen. Während er wartet, hat er aber auch Gelegenheit, die Zeremonie teilweise zu beobachten. Er sieht, dass in einer mit Totengerippen ausgestatteten Kellergruft eine offenbar durch Aderlass bewusstlos gewordene Person in einen Sarg gelegt wird, umringt von schwarzbemantelten Gestalten mit blankem Degen. Später kommt die bewusstlose Person in einer Laube im feenhaft illuminierten Park („Alles in grünem Feuer – unzählige flammende Lampen – Gemurmle entfernter Wasserfälle – künstlicher Nachtigallengesang – Blüthenduft, u.s.w. kurz, alles schien überirdisch, und die Natur in Zauber aufgelöst zu seyn.“.) wieder zu sich und hört in diesem Augenblick die magischen Klänge der Glasharmonika. Schließlich verschwindet die vermummte Gesellschaft im rückwärtigen Teil des Parkes und der Autor kann weiter nichts mehr beobachten.
Weiteres ist nicht bekannt und Fontane belässt es dabei. Er schreibt dann, überleitend zu seiner Darstellung der Gold- und Rosenkreuzer, die sich in ihren spukhaften Inszenierungen ähnlich theatralischer Mittel bedienten: „Die vorstehende Schilderung hat uns bereits in eine Gruppe von Ordensverbindungen (oder doch bis an die Grenze derselben) geführt, in denen ‚Erscheinungen‘ als Nervenstimulus und dieser wieder als ‚Mittel zum Zweck‘ die Hauptsache waren.“